# Molly Moon viaja a través del tiempo
Molly Moon viaja a través del tiempo es el tercer libro de la serie Molly Moon, escrita por Georgia Byng.

## Argumento
Pétula es secuestrada por un hombre con un turbante morado, que ajusta algo en su máquina y desaparece. Luego vuelve a por Molly y se la lleva a un gran palacio en la India donde un semi-gigante llamado Waqt le enseña a viajar por el tiempo y capturar a sus yos más jóvenes. Él se va con sus otras yos y la deja en el palacio, pero consigue escapar, y con sus amigos recorre India para encontrar a sus yos. Pero las intenciones de Waqt son viajar a la Burbuja de Luz en el principio de los tiempos, pero Molly lo logra con un cristal verde especial que se encuentra. Lo logra viajando en el tiempo tratando de ir de 1970 a 1870 ya que Forest le dijo que el tiempo es una rueda. Después Molly le tiende una trampa a Waqt y lo atrapa en el periodo jurásico.
- Datos: Q6896642